# Gottfried Müller (der Aufweckende)
 Gottfried Müller  (* 4. Oktober 1577 in Aschersleben; † 18. September 1654 in Dessau) war Jurist, Politiker und Kanzler des Fürstenhauses Anhalt zu Dessau.

## Leben und Wirken

Wappen Müller

Gottfried Müller war der Sohn des Ascherslebener Bürgermeisters Andreas III. Müller (1547–1610) und der Catharina Drosihn. Einer seiner Brüder war Adrian Müller, Kaufmann und Ratsherr in Lübeck.
Er studierte die Rechte in Jena, Wittenberg und an der Universität Helmstedt, wo er am 13. Oktober 1605 zum Doktor jur. promovierte. Als Beamter diente er als Rat des Fürsten Johann Georg I., der ihn unter dem Namen Der Aufweckende in die neu gegründete Fruchtbringende Gesellschaft aufnahm. Im Köthener Gesellschaftsbuch wurde Müller unter der Nr. 353 aufgeführt. 
Im Jahr 1615 wurde Müller mit 6000 Reichstalern für geleistete Dienste belohnt. Ab 1616 war Müller der regierende Kanzler des Fürstenhauses Gesamt-Anhalt, bevor eine bereits 1603 ratifizierte Erbteilung erfolgte und Anhalt wieder in die einzelnen Fürstentümer geteilt wurde.
Sodann diente Müller dem Fürsten Johann Casimir von Anhalt-Dessau. Um 1625 verfügte Müller nach Urkundenlage über einigen Landbesitz und wurde später, um 1652, abermals belehnt. Seine Tätigkeit für Fürst Johann Casimir wird zudem aus zahlreichen Urkunden aus den Zeiten des Dreißigjährigen Kriegs offensichtlich, etwa aus dem Jahr 1639 sowie 1642. Am Hof von Wolfenbüttel kam es dennoch zu Unklarheiten über die Identität Müllers wegen des allzu gemeinen bürgerlichen Namens, so dass Ludwig I. von Anhalt die Nachfragen des Karl Gustav von Hille mit folgender Auskunft beantwortete: „Der Aufweckende ist ietztiger Cantzler Zu Deßau, ein alter gelehrter mann, und Doctor oder gelehrter in den Rechten.“

## Familie
Müller heiratete zu Aschersleben am 20. Mai 1610 die Catharina geborene Curdes, Tochter des Johann Curdes, altmärkischer Rentmeister und Erster Sekretär zu Stendal. Aus der Ehe entsprangen mehrere Kinder, darunter:
- Catharina Müller (* um 1613; † 1701 Dessau); ⚭ Dessau 1640 Markus Friedrich Wendelin
- (?) Margarethe Müller; ⚭ Dessau ca. 1650 Friedrich Christian Salmuth[9]
- Anna Magdalena Müller (* 1616 Dessau; † 1657 ebd.); ⚭ ebd. 30. September 1651[10] Wigand Salmuth (* 29. Mai 1617 Hirschau; † 7. April 1678 Dessau)[11], Stammvater der Freiherren von Salmuth
- Andreas Müller (* 11. Januar 1623 Dessau; † 18. August 1694 Köthen) fürstlich-anhaltischer Hofrat, Großvater des preußischen Rats und Naturforschers Gottfried Adrian Müller